# Philippe Setbon
 (octobre 2018).
Philippe Setbon, né le 28 novembre 1957 à Paris, est un dessinateur de bandes dessinées, romancier, photographe, scénariste et réalisateur de films.

## Biographie
Il débute en faisant de la bande dessinée dans les revues Pilote et Métal Hurlant. À partir du début des années 1980, il écrit pour le cinéma, signant le scénario de Détective de Jean-Luc Godard, de Mort un dimanche de pluie de Joël Santoni, et de Lune de miel avec Nathalie Baye.
En 1987, il tourne son premier film, Cross, dans lequel jouent Roland Giraud, Michel Sardou et Patrick Bauchau. Puis, trois ans plus tard, Mister Frost, coproduction américaine, avec Jeff Goldblum et Alan Bates.
Il se tourne ensuite vers la télévision et participe à de nombreux téléfilms et séries. Il crée ainsi Les Enquêtes d'Éloïse Rome avec Sophie Révil, dont il signe les 24 épisodes, et concrétise plusieurs projets avec Alain Delon : deux adaptations, la mini-série Fabio Montale tirée de l'œuvre de Jean-Claude Izzo et le téléfilm Le Lion d'après Le Lion de Joseph Kessel, et une série originale en six épisodes, Frank Riva, avec Jacques Perrin et Mireille Darc. En 2014, il cosigne avec Serge Lascar le scénario du téléfilm Marge d'erreur avec Anny Duperey.
En tant qu'auteur-réalisateur, Philippe Setbon tourne Les Noces de Lolita, une comédie avec Maxime Leroux et Laura del Sol, Ricky un road movie avec Guillaume Depardieu, Chut ! un suspense en huis clos avec Sophie Guillemin et Olivier Marchal, Ange de feu, un thriller avec Frédéric Diefenthal, Louise Monot et Marc Ruchmann et crée la série Greco en 2006, mêlant l'univers policier au paranormal.
En 2008, il coécrit avec Isabel Sebastian et réalise La Mort dans l'île, avec Brigitte Fossey, Jean-Luc Bideau, Léa Bosco et Jean-Michel Tinivelli. En 2013, il adapte le roman Les Mains d'Orlac pour le téléfilm Les Mains de Roxana avec Sylvie Testud.
Il signe également plusieurs romans et essais, et expose ses photographies à Paris en 2014 et 2015.

## Filmographie

### Cinéma

#### Scénariste
- 1984 : Les Fauves de Jean-Louis Daniel
- 1985 : Parole de flic de José Pinheiro
- 1985 : Détective de Jean-Luc Godard
- 1986 : Peau d'ange de Jean-Louis Daniel

#### Réalisateur
- 1987 : Cross, avec Roland Giraud, Michel Sardou et Patrick Bauchau
- 1990 : Mister Frost, avec Jeff Goldblum et Alan Bates

### Télévision

#### Scénariste
- 1993 : Les Noces de Lolita
- 2001 : Fabio Montale, d'après l'œuvre de Jean-Claude Izzo, avec Alain Delon
- 2003-2004 : Frank Riva (minisérie en six parties), avec Alain Delon, Jacques Perrin et Mireille Darc
- 2003 : Le Lion de José Pinheiro, d'après l'œuvre de Joseph Kessel, avec Alain Delon et Ornella Muti
- 2008 : La Mort dans l'île avec Brigitte Fossey, Jean-Luc Bideau, Léa Bosco et Jean-Michel Tinivelli
- 2013 : Les Mains de Roxana avec Sylvie Testud et Loup-Denis Elion

#### Réalisateur
- 1993 : Les Noces de Lolita, avec Maxime Leroux, Laura del Sol, Hervé Laudière, Venantino Venantini, d'après son propre scénario, produit par FR3, diffusé sur FR3 les 3 janvier 1993 et 26 juillet 1995
- 2002 : Chut !, avec Sophie Guillemin et Olivier Marchal
- 2005 : Ange de feu avec Frédéric Diefenthal, Gérard Desarthe, Jean-Michel Dupuis, Maxime Leroux, Louise Monot et Marc Ruchmann
- 2006 : Greco (série) avec Philippe Bas, Audrey Lunati et Maxime Leroux
- 2008 : La Mort dans l'île avec Brigitte Fossey, Jean-Luc Bideau, Léa Bosco et Jean-Michel Tinivelli
- 2013 : Les Mains de Roxana avec Sylvie Testud, Micky Sebastian, Gérard Desarthe et Loup-Denis Elion

## Œuvres littéraires

### Romans et nouvelles
- Fou de coudre, Paris, Éditions Rivages, coll. « Rivages/Noir », 1994, 297 p. (ISBN 978-2-86930-784-1)
- Desolata, Paris, Éditions Rivages, coll. « Rivages/Noir », 1995, 319 p. (ISBN 978-2-86930-943-2)
- Mangeur d'âmes, Paris, Flammarion, 1999, 321 p. (ISBN 978-2-08-067751-8)
- Le Flic de la télé, Paris, Flammarion, 2000, 207 p. (ISBN 978-2-08-067952-9)
- L'Apocalypse selon Fred : roman, Paris, Éditions Buchet/Chastel, 2010, 560 p. (ISBN 978-2-283-02458-4)
- Ego island : roman, Paris, Éditions Buchet/Chastel, 2013, 203 p. (ISBN 978-2-283-02592-5)
- Cécile et le monsieur d’à côté, Saint-Etienne, Éditions du Caïman, 2015, 173 p. (ISBN 978-2-919066-23-0)
- T’es pas Dieu, petit bonhomme…, Saint-Etienne, Éditions du Caïman, 2016, 190 p. (ISBN 978-2-919066-36-0)
- Un avant-goût des anges, Saint-Etienne, Éditions du Caïman, 2016
- Un Scénario d'enfer, in Un petit noir, Éditions AO - André Odemard, février 2016  (ISBN 978-2913897489)
- Les Gens comme Monsieur Faux, Éditions du Caïman, 2017
- Il et Moi, Éditions Tohu Bohu, 2018
- Si je meurs avant mon réveil…, Éditions AO - André Odemard, avril 2019  (ISBN 978-2913897830)
- Skaer, Éditions du Caïman, 2022

### Essais
- Charles Bronson, Paris, Éditions Pac, coll. « Têtes d'affiche », 1978, 287 p. (ISBN 978-2-85336-063-0)
- Klaus Kinski, Paris, Éditions Pac, coll. « Têtes d'affiche », 1979, 153 p. (ISBN 978-2-85336-114-9)
- Mémorabilia, les rencontres d'un scénariste-réalisateur, Paris, Éditions AO - André Odemard, 2020, 232 p. (ISBN 978-2-38200-005-2 et 978-2-913897-98-4)

## Récompense
- 2012 : Prix des collégiens au Festival de la fiction TV de La Rochelle pour Les Mains de Roxana